# Cyathura higoensis
Cyathura higoensis är en kräftdjursart som beskrevs av Nunomura 1977. Cyathura higoensis ingår i släktet Cyathura och familjen Anthuridae. Inga underarter finns listade i Catalogue of Life.